# アルビオン級揚陸艦
アルビオン級揚陸艦 (英語: Albion-class Landing Platform Dock) は、イギリス海軍が運用するドック型輸送揚陸艦（LPD）の艦級。

## 来歴
イギリス海軍では1965年よりフィアレス級揚陸艦2隻を運用してきたが、老朽化を受けて、1981年、それぞれ1984年と1985年に退役する方針が発表された。1982年のフォークランド紛争での活躍を受けてこの退役計画は先延ばしにされたものの、老朽化は覆うべくもなく、1988年より代艦の検討が着手された。
1992年、ヤーロウ社とVSEL社、ダウティSEMA社に対して設計が発注された。そして長い議論ののち、1996年7月18日、建造契約が発注された。

## 設計
イギリス海軍において初めて統合された電気推進システムを持ち、その結果機関部要員がそれまでの3分の2に減少し、艦全体では40%の要員削減が達成された。艦首にはバルバス・バウが付されている。
指揮統制システムとして、イギリス海軍で標準的なCSS（Command Support System）を備えている。本級搭載のシステムではワークステーション72基を備えている。
車両甲板は、駐車レーンとして使った場合には550メートル分に相当しており、チャレンジャー2主力戦車であれば6両、軽車両であれば2トントラック16両、小型トラック36両、糧食30トンに相当する。ウェルドックには、戦車輸送可能な揚陸艇LCU Mk.10を4隻、人員あるいは軽車両を輸送する揚陸艇LCVP Mk.5を4隻搭載できる。またアメリカ海軍のLCAC-1級エア・クッション型揚陸艇を受け入れることもでき、この場合は2隻を収容できる。艦尾門扉は17.2メートル幅がある。
艦尾甲板は、CH-47の運用にも対応できるヘリコプター甲板とされており、長さ64メートル、2個の発着スポットが設定されている。ただしハンガーは備えていない。

## 同型艦
バロー・イン・ファーネスにあるBAEシステムズの造船所で2隻建造された。
2004年11月、内戦が発生したコートジボワールからの在留イギリス人の脱出を、「アルビオン」が支援している。
| #    | 艦名                   | 発注           | 起工           | 進水            | 就役            |
| ---- | ---------------------- | -------------- | -------------- | --------------- | --------------- |
| L 14 | アルビオン HMS Albion  | 1996年 7月18日 | 1998年 5月23日 | 2001年 3月9日   | 2003年 6月19日  |
| L 15 | ブルワーク HMS Bulwark | 1996年 7月18日 | 2000年 1月27日 | 2001年 11月15日 | 2004年 12月10日 |

### アルビオン
ネームシップ「アルビオン」は2018年4月に北東アジアへ派遣された。核・ミサイルの開発を進める北朝鮮に対する制裁の抜け穴となっている「瀬取り」を監視するのが目的の1つと見られている。
佐世保に寄港中の5月には乗組員の男が酒に酔い、雑居ビルのガラスドアを蹴破った他、男性の手を傘で刺したとして逮捕・送検されたが、長崎地検佐世保支部は不起訴処分として乗組員の男は釈放された。
8月3日に東京の晴海ふ頭に入港し、翌4日・5日には艦内の一般公開が行われた。これに合わせ、在日イギリス大使館は、日本のOVA『機動戦士ガンダム0083 STARDUST MEMORY』に同名の強襲揚陸艦が登場することに引っ掛けたツイートを披露した。
8月23日及び24日に沼津海浜訓練場及び同周辺海空域において自衛隊と日英統合水陸両用作戦の訓練を行うと発表されたが、台風接近による荒天のため中止となった。8月25日には本州南方海域において海上自衛隊の輸送艦「しもきた」と日英共同訓練を実施した。
2010年12月13日から2011年10月10日までイギリス海軍の艦隊旗艦を務めた。
2018年3月27日から再び艦隊旗艦となったが、2021年1月27日、艦隊旗艦の任務を空母「クイーン・エリザベス」と交代した。

### ブルワーク
2番艦「ブルワーク」の初任務は2006年7月に地中海で実施されたオペレーション・ハイブロウ (Operation Highbrow)であった。ベイルートに入港し、約1300人のイギリス国民を収容、退避させた。
2010年5月にはデヴォンポート海軍基地の乾ドックに入り、3,000万ポンドを投じて改修が行われた。
8ヶ月かけた改修の後、2011年10月11日に「アルビオン」と交代し、艦隊旗艦となった。改修により揚陸艇および航空機の夜間運用能力が付与され、さらに飛行甲板上で2機のCH-47を同時に運用できるようになった。
2015年6月1日、艦隊旗艦の任務をヘリコプター揚陸艦「オーシャン」と交代した。